# 캔버라 캐벌리
캔버라 캐벌리(Canberra Cavalry)는 2010년 창단한 오스트레일리아 ABL의 프로야구 팀이다. ACT 캔버라를 연고로 하고 있으며 홈 구장은 나라분다 볼파크이다. ABL 소속 프로 야구 팀 최초로 2013년 아시아 시리즈에서 우승을 차지했다.

## 같이 보기
- 오스트레일리아 야구 리그
- 캔버라 부시레인저스
- 오스트레일리아 야구 리그 (1989년–1999년)